# Hani i Hotit

Hani i Hotit är en plats i norra Albanien, nära Bajza i Malësia e Madhe distrikt i Shkodër prefektur. Hani i Hotit är platsen för den albanska gränspassagen mot Montenegro. I Hani i Hotit börjar Rruga shtetërore 1 (SH1) som går mellan den montenegrinska gränsen och Tirana.